# Ірша
Ірша́ — річка в Україні, у Пулинському, Хорошівському, Коростенському та Малинському районах Житомирської області, а також частково (від гирла річки Різні) в Іванківському районі Київської області. Ліва притока Тетерева (басейн Дніпра).

## Опис
Довжина 136 км, площа басейну 3070 км². Глибина річища від 30 см до 4,5 м. Живлення снігове й дощове. Вода використовується для промислового і побутового водопостачання, а також зрошування.

## Розташування

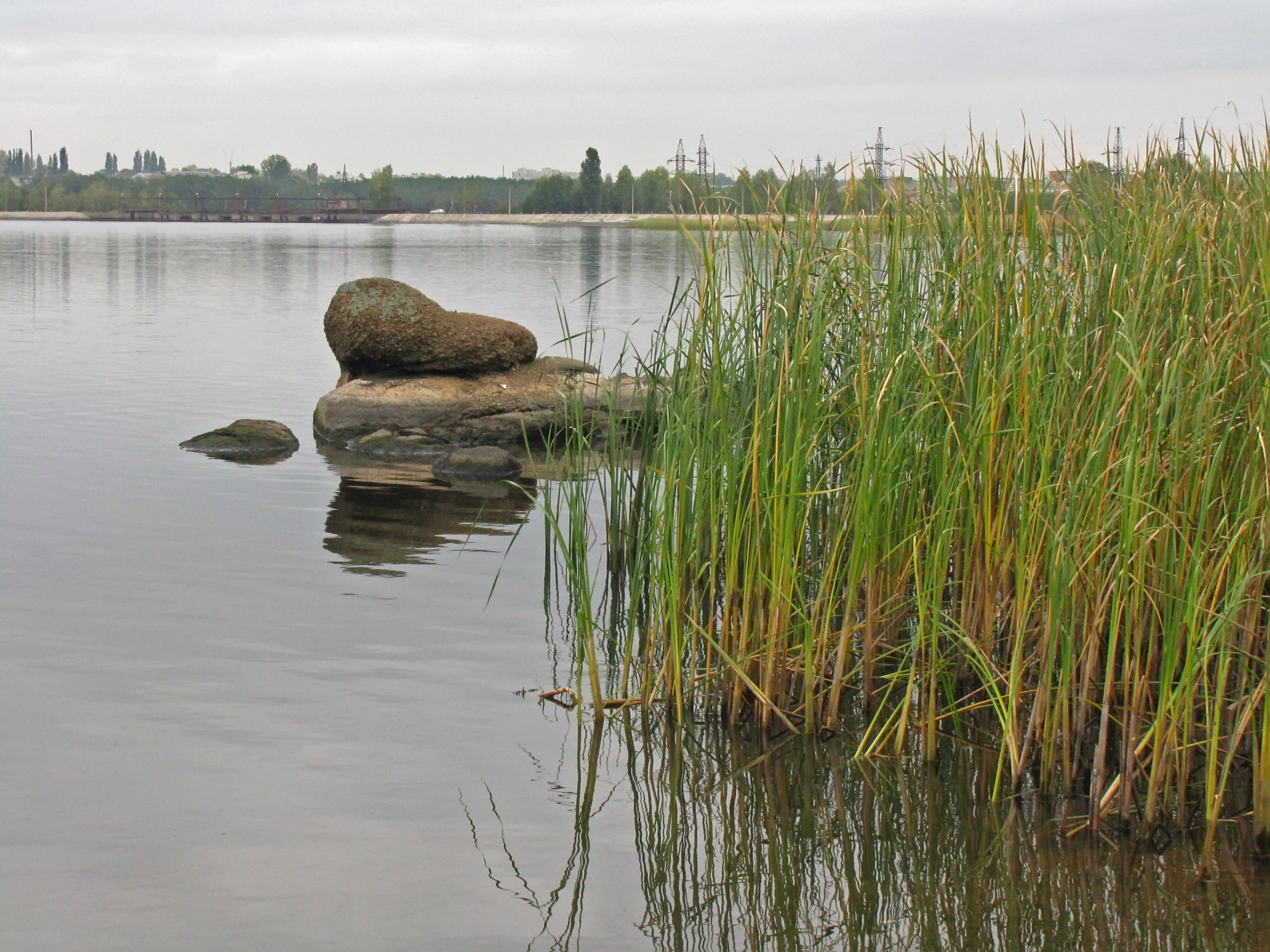
Ірша в Малині.

Ірша бере початок на південь від села Івановичі. У Тетерів впадає неподалік від села Заруддя. На Ірші розташовано населені пункти Хорошів, Нова Борова, Іршанськ, Малин.
У басейні річки в давнину видобувалися залізні руди, з яких на місцевих руднях виплавляли метал (про що і досі нагадують назви сіл); розміщується Іршанський титанорудний район; розроблено численні кар'єри по видобутку гранітів; споруджено декілька водосховищ — Іршанське, Дворищанське та найбільше з них — Малинське. Вода з Малинського водосховища надходить у водогін міста, використовується для технологічних потреб паперової фабрики та інших підприємств.

## Притоки

### Праві
- Річка без назви, протікає через села Крученець, Грушки і у Давидівці, впадає в Іршу за 125 км. від її гирла. Довжина річки 10 км. Площа басейну 33,8 км².[2]
- Поромівка
- Тростяниця
- Здрівля
- Візня.

### Ліві
- Річка без назви. Починається на північному сході від Кошелівки. Тече через Солодирі і на півночі від Дворища впадає в Іршу за 119 км від її гирла. Довжина річки 11 км. Площа басейну 35,9 км².[3][4]
- Радич
- Іршиця
- Лемля
- Короща
- Буломарка
- Злобич
- Веснач
- Перегорщ
- Глиник
- Збічна
- Папоротня - притока у Малинському районі Житомирської області. Бере початок на північному заході від Щербатівки. Тече переважно на південний схід і на півночі від Березиного впадає у річку Іршу, ліву притоку Тетерева. Ділянка річки біля гирла заболочена.[5][6]
- Рожеженська - притока у Малинському районі Житомирської області. Протікає через села Лідівка, Слобідка (колишнє Селище) та Гамарня[5][7].
  - Довга — права притока Рожеженської. Починається неподалік від села Лідівка. Тече понад селом Щербатівка і впадає у Рожеженську у селі Гамарня.[5][8]
- Різня
- Ковалівка[9]. Починається на південному заході від Ковалівщини. Тече переважно на південний схід через Ковалі[5][10]

## Походження назви
За україністом Ю. Шевельовим назва виводиться від кореня, спорідненого до слова «рух» (загальносл. *rouxo-) з нульовим ступенем голосного в загальносл. праформі *ruxĭa < праслав *rus-, в значенні «рух, рухатися, текти». Згідно з цим старіший варіант назви ймовірно був *Ръша, що далі набув протетичного голосного і-, тобто ставши Ірша.